# Trybunał inkwizycji w Rimini
Trybunał inkwizycji w Rimini – sąd inkwizycyjny mający swą siedzibę w Rimini w Państwie Kościelnym. Był kierowany przez dominikanów i należał do struktur inkwizycji rzymskiej. Działał w latach najpóźniej od 1569 do 1798. Po wznowieniu działalności inkwizycji w Państwie Kościelnym na początku XIX wieku jego siedziba została przeniesiona do Pesaro.

## Historia
Od 1254 aż do połowy XVI wieku Romania i Marchia Ankońska podlegały jurysdykcji inkwizytorów papieskich z zakonu franciszkanów. Kiedy jednak w połowie XVI wieku do Włoch zaczęły przenikać idee reformacji, franciszkańska inkwizycja w Romanii okazała się niezdolna do adekwatnej reakcji. W 1542 papież Paweł III utworzył w Rzymie Kongregację Rzymskiej i Powszechnej Inkwizycji (Święte Oficjum) jako centralny organ kierujący działalnością inkwizycyjną we Włoszech. W 1552 diecezja Rimini została objęta nadzorem Kongregacji. Pomimo obecności w diecezji Rimini franciszkańskiego inkwizytora (był nim Antonio da Faenza), Kongregacja mianowała dwóch komisarzy, którymi zostali miejscowy wikariusz diecezjalny Giacomo Maracco oraz dominikanin Angelo Galvani, a w ciągu kilku następnych lat definitywnie odsunęła franciszkanów od funkcji inkwizytorskich i ustanowiła stały trybunał inkwizycyjny pod wodzą dominikanów, z siedzibą w Rimini. Bulle papieża Piusa V z 1567 i 1569 oficjalnie zatwierdzały przekazanie inkwizycji w Romanii i Marchii Ankońskiej dominikanom. Pierwszym dominikańskim inkwizytorem został Tommaso Vanini da Rimini, mianowany poprzez brewe papieskie z lutego 1569.
Jurysdykcja inkwizytorów Rimini obejmowała diecezje Rimini, Pesaro, Fano i Montefeltro. W wewnętrznej hierarchii trybunałów inkwizycyjnych w zakonie dominikańskim trybunał w Rimini zaliczany był do trybunałów drugiej (pośredniej) klasy.
Trybunał inkwizycyjny w Rimini został zniesiony prawdopodobnie 8 maja 1798. Tego dnia profrancuskie, rewolucyjne władze municypialne, wydały dekret o kasacie większości zgromadzeń zakonnych w Rimini, w tym będącego siedzibą inkwizycji konwentu dominikańskiego.

## Działalność
O działalności trybunału w Rimini wiadomo niestety bardzo niewiele, gdyż jego archiwum nie przetrwało do czasów współczesnych. W Archiwum Notarialnym w Rimini są jednak przechowywane dokumenty informujące o aktywności inkwizycji w początkowej fazie istnienia trybunału. Wiadomo, że w latach 1550–1583 odbyło się co najmniej trzydzieści osiem procesów o herezję, z czego żaden nie zakończył się wyrokiem śmierci.

## Lista inkwizytorów (XVI – XVIII wiek)
- Tommaso Vannini OP (1569–?)[2]
- Cipriano da Rimini OP (?–1582)[3]
- Paolo Molaschi da Lodi OP (1582–?)[2][4]
- Alberto Cheli da Lugo OP (?–1587)[2]
- Cipriano Crescentino da Lugo OP (1587?–1603)[2][3]
- Angelo Baroni OP (1603–1605)[2]
- Isidoro da Como OP (1605–1610)[2]
- Giacomo Fiorentini OP (1610–1618)[2]
- Tommaso Novati da Taggia OP (1618)[2]
- Massimo Guazzoni OP (1619–1620)[2]
- Dionigi da Taggia OP (1620–1621)[2]
- Miohele Sassi da Taggia OP (1622–1624)[2]
- Giovanni Francesco Guiotti da Vicenza OP (1624–1626)[2]
- Pietro Angelo Santinelli da Pesaro OP (1626–1629)[2]
- Raffaele Grillenzoni da Bologna OP (1629)[2]
- Bonifacio Rossi da Pesaro OP (1630)[2]
- Tommaso Petrobelli da Camerano OP (1630–1636)[2]
- Ambrogio Ruggeri da Taggia OP (1636)[2]
- Francesco Cuccini OP (1637)[2]
- Pietro Martire Fundoli da Cremona OP (1637–1638)[2]
- Agostino Ferrari da Correggio OP (1638–1647)[2]
- Vincenzo Maria Vannini da Montesanto OP (1647–1649)[2]
- Michelangelo Cati da Modena OP (1649–1661)[2]
- Pietro Martire Bonacci da Raggiato OP (1661–1662)[2]
- Ludovico Pezzani OP (1662–1665)[2]
- Vincenzo Merulo da Sondrio OP (1665–1676)[2]
- Paolo Girolamo Giacconi da Garessio OP (1676–1679)[2]
- Pio Felice Cappasanta OP (1679–1681)[2]
- Domenico Francesco Peregrini da Como OP (1681)[2]
- Aurelio Torri da Ripalta OP (1681–1686)[2]
- Francesco Ottavio Oresti da Nizza OP (1686–1695)[2]
- Giovanni Battista Sambaldo da Savona OP (1695–1698)[2]
- Vincenzo Ubaldini da Fano OP (1698–1700)[2]
- Giovanni Francesco Orselli OP (1700–1707)[2]
- Carlo Francesco Corradi OP (1707–1709)[2]
- Giovanni Crisostomo Ferrari da Sarzana OP (1709–1714)[2]
- Giacinto Pio Tabaglio da Piacenza OP (1714–1719)[2]
- Dionigi Bellingeri da Pavia OP (1719–1737)[2]
- Giovanni Andrea Passano OP (1738-1743)[5]
- Serafino Torni OP (1743?–1760)[6]
- Giovanni Paolo Zapparella da Verona OP (1760–1763)[7]
- Domenico Lorenzo Bottino da Diano OP 1763–?)[8]
- Tommaso Francesco Roncalli OP (1789-1798)[9]

## Trybunał inkwizycji w Pesaro (XIX wiek)
Ostatni inkwizytor Rimini, Tommaso Francesco Roncalli, w 1801 wznowił działalność, jednak jego siedzibę przeniesiono do Pesaro. Również ten trybunał został przejściowo zniesiony w okresie, gdy Pesaro stało się częścią napoleońskiego królestwa Włoch (1808-1815), jednak po odtworzeniu Państwa Kościelnego odtworzono także trybunał w Pesaro, z jurysdykcją nad diecezjami Rimini, Pesaro, Fano i Pennabili (dawniej Montefeltro). Inkwizytorami Pesaro byli kolejno dominikanie:
- Tommaso Francesco Roncalli OP (1801–1808, 1815–1816)[10]
- Angelo Domenico Ancarani OP (1816–1824)[11]
- Domenico Gioacchino Tosi OP (1824–1826)[12]
- Domenico Giuseppe Arrigo OP (1826-1828)[13]
- Pier Gaetano Feletti OP (1829–1833)
- Tommaso Vincenzo Longhi OP (1833-1840)[14]
- Filippo Bertolotti OP (1840–1847)[15]
- Vincenzo Sallua OP (1847-1858)[16]
- Pio Sebastiano Pallavicino OP (1858–1859)[17]
- Giacinto Agnesi OP (1859-1860)[18]

Trybunał ten uległ likwidacji po zajęciu Pesaro przez Królestwo Sardynii w 1860.